# سيرجيو أرواخو
سيرجيو أرواخو (بالبرتغالية: Sérgio Araújo de Melo‏) (12 سبتمبر 1963 في البرازيل - ) هو مدرب كرة قدم وفلاح ولاعب كرة قدم برازيلي في مركز الهجوم. شارك مع منتخب البرازيل لكرة القدم. أما مع النوادي، فقد لعب مع أتلتيكو مينييرو وغريميو بورتو أليغرينزي ونادي أفاي لكرة القدم ونادي بونتي بريتا ونادي غواراني ونادي فاسكو دا غاما ونادي فلامنغو ونادي فلومينينسي ونادي فيتوريا سيتوبال ونادي 15 نوفمبر ‏ وأميريكا فوتيبول كلوبي (أيس بي) وأسوسياو أتليتيكا إنترناسيونال ‏ وSociedade Desportiva Serra Futebol Clube ‏ وفيلا نوفا أتليتيكو ‏.